# 莱芜雪野通用机场
莱芜雪野通用机场是一座A2级通用机场，位于中国山东省济南市莱芜区雪野街道。建于2009年2月，占地面积85000平方米，2014年運行。中国国际航空体育节在此举办。